# Барановський Микола Олександрович

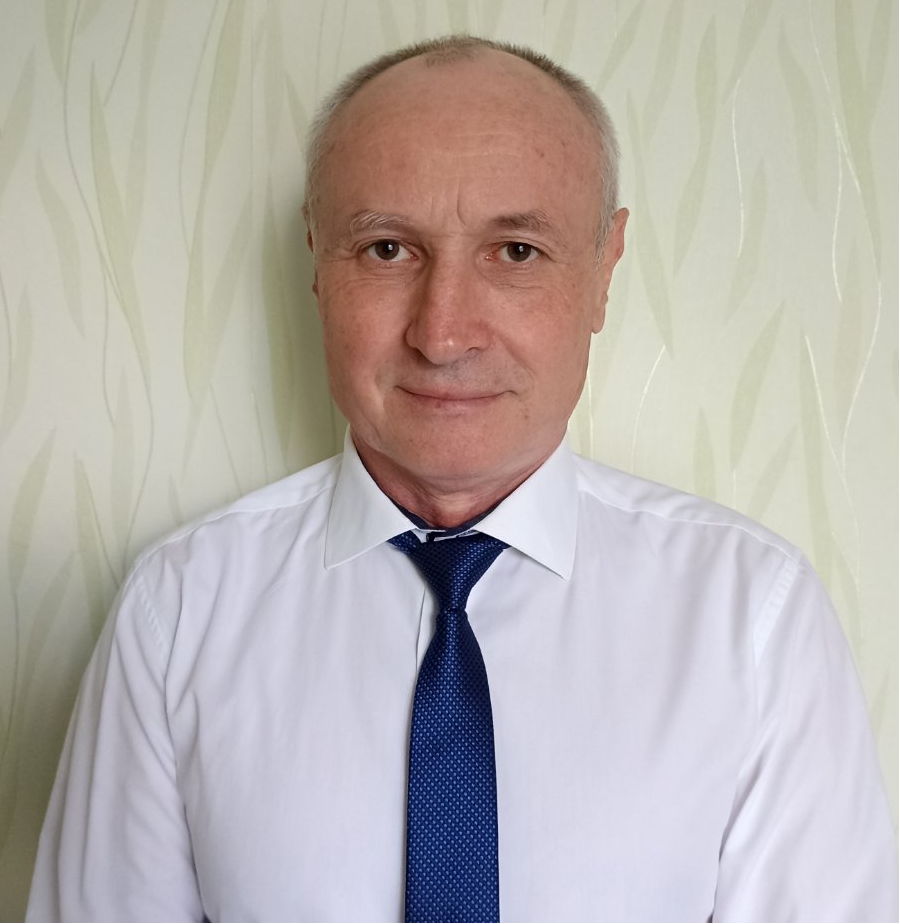

Микола Олександрович Барановський (нар. 30 листопада 1961, с. Яблунівка Чернігівської області) — український соціо-економіко-географ, доктор географічних наук, професор кафедри географії, туризму та спорту у Ніжинському державному університеті імені Миколи Гоголя.

## Біографія
Закінчив географічний факультет Київського національного університету імені Тараса Шевченка (1984) за спеціальністю «Географ, економіко-географ. Викладач». З 1986 року і дотепер працює у Ніжинському державному університеті імені Миколи Гоголя. 1993 року захистив кандидатську дисертацію «Територіальна організація пересувних форм обслуговування сільського населення Чернігівської області» (керівник — к.е.н., професор В. М. Юрківський) в Інституті географії НАН України. Упродовж 2007—2010 рр. навчався у докторантурі при кафедрі економічної та соціальної географії Київського національного університету імені Миколи Гоголя. Докторську дисертацію «Сільські депресивні території України: теоретико-методологічні засади суспільно-географічного дослідження» (науковий консультант — д.е.н., проф. Я. Б. Олійник) захистив 2010 році у Київському національному університеті імені Тараса Шевченка.
Сфера наукових інтересів — регіональна політика, аграрний сектор та сільські території, соціальна географія.
Розробив теоретико-методологічні засади суспільно-географічного вивчення сільських депресивних територій України, обґрунтовував сутність поняття «сільська депресивна територія», визначив її характерні риси та ознаки, здійснив делімітацію сільських депресивних районів України, виділивши три типи таких територій, розробив принципи та підходи формування системи заходів стимулювання розвитку сільських проблемних територій.
Викладає такі навчальні дисципліни: географія населення, основи теорії суспільної географії, економічна та соціальна географія України, організація та методика наукових географічних досліджень, регіонал

## Праці
Автор понад 350 наукових праць.
Основні наукові та навчально-методичні роботи
- Наукові засади суспільно-географічного вивчення сільських депресивних територій України: монографія. Ніжин: ПП Лисенко М. М., 2009. 396 с.
- Сільські депресивні території Полісся: особливості розвитку та санації: монографія/ за ред. М. О. Барановського та В. І. Куценко. Ніжин: Видавництво НДУ імені Миколи Гоголя, 2010. 315 с.
- Економічна та соціальна географія України: реальний сектор економіки. Навчальний посібник. Ніжин: Видавець Лисенко М.М., 2018.376 с.
- Рекреаційно-туристичні ресурси України з основами туристичного ресурсознавства: навч. посібник /Н.Алєшугіна, М.Барановський, О.Барановська та інші. Ніжин: ПП Лисенко М. М., 2014. 520 с.
- Соціально-економічна географія України: навчальний посібник.  Ніжин: Видавництво НДУ імені Миколи Гоголя, 2005.  223 с.
- Депресивні аграрні території України: методичні підходи до ідентифікації, практичні результати / Економіка України.  № 11, 2006. С. 70-76.
- Ключові проблеми ідентифікації сільських депресивних територій/Економіка України. 2008. № 7.  С. 65-73.
- Депресивність сільських територій України: методи оцінки, регіональні відмінності та шляхи їх подолання / Економіка України.  2010.  № 11. С.57-69.
- Концепції регіональної депресивності: історія, еволюція, сучасні імперативи / Український географічний журнал.  2010.  № 1. С. 31-36.
- Сучасні тенденції соціально-економічної трансформації сільських територій України / Вісник Львівського університету.  Серія Географія.  Вип. 46.  2013. С. 13-20.
- Чинники просторової диференціації злочинності в Україні / Часопис соціально-економічної географі. Зб. наук. праць.  Харків: ХНУ імені В. Н. Каразіна, 2014.  Вип.17 (2).  С. 32-36.
- Фінансова децентралізація в Україні: особливості становлення / Український географічний журнал.2017. №4. С. 30-38.
- Трансформація сільських територій України: від поляризації до децентралізації / Часопис соціально-економічної географії. Збірн. наук. праць. Харків, 2017. Вип. 22(1). С. 47-52.
- Адміністративно-територіальна реформа в Україні: чи є реальні успіхи у фінансовій діяльності територіальних громад?  Науковий вісник Херсонського державного університету. Серія: Географія. Вип. 11, 2019.
- Старопромислові регіони України: особливості та тренди сучасного розвитку (на прикладі Донецької та Луганської областей) / Український географічний журнал. №1, 2021. С. 34-43.
- Сільські території України у несприятливих умовах: підходи до делімітації, особливості розвитку. Науковий вісник Херсонського державного університету. Серія: географія. Вип. 15, 2021. С. 9-16.